# Ctenoplusia placida
Ctenoplusia placida är en fjärilsart som beskrevs av Moore 1884. Ctenoplusia placida ingår i släktet Ctenoplusia och familjen nattflyn. Inga underarter finns listade i Catalogue of Life.